# Лужец на Цидлини
Лужец на Цидлини (чеш. Lužec nad Cidlinou) је насељено мјесто са административним статусом сеоске општине (чеш. obec) у округу Храдец Кралове, у Краловехрадечком крају, Чешка Република.

## Становништво
Према подацима о броју становника из 2014. године насеље је имало 495 становника.